# Patricia Mountbatten
Patricia Edwina Victoria Mountbatten Knatchbull (Londres, 14 de febrero de 1924 - 13 de junio de 2017),II condesa de Mountbatten de Birmania,  baronesa consorte de Brabourne, fue una noble británica y prima tercera de la reina Isabel II.

## Primeros años de vida
Era la hija mayor de Luis Mountbatten, 1.er conde Mountbatten de Birmania y su mujer, la heredera Edwina Ashley, una descendiente patrilineal de los condes de Shaftesbury, ennoblecidos por primera vez en 1661. Es la hermana mayor de lady Pamela Hicks, y prima hermana del príncipe Felipe, duque de Edimburgo.

### Matrimonio e hijos
El 26 de octubre de 1946 se casó con John Knatchbull, 7.º barón Brabourne (9 de noviembre de 1924-23 de septiembre de 2005), en tiempos asesor de su padre en el Lejano Oriente. La boda tuvo lugar en la abadía de Romsey en presencia de miembros de la Familia Real. Sus damas de honor fueron la princesa Isabel, la princesa Margarita, lady Pamela Mountbatten, la hermana menor de la novia, y la princesa Alejandra, hija de los duques de Kent.
Más tarde llegarían a ser uno de los pocos matrimonios de pares, manteniendo cada uno este privilegio por derecho propio. Tuvieron ocho hijos:
- Norton Louis Philip Knatchbull, 8º barón Brabourne (nacido el 8 de octubre de 1947), casado con Penelope Eastwood (nacida el 16 de abril de 1953) y con tres hijos.
- El Hon. Michael-John Ulick Knatchbull (nacido el 24 de mayo de 1950), casado con Melissa Clare Owen (nacida el 12 de noviembre de 1960). El 1 de junio de 1985 tuvo una hija, Kelly, quien es ahijada de la Princesa Ana, la Princesa Real. Se divorciaron en 1997.[3] Casado con Penelope Jane Coates (nacida el 23 de octubre de 1959) el 6 de marzo de 1999 y tuvo una hija, Savannah. Se divorciaron el 13 de febrero de 2006
- El Hon. Anthony Knatchbull (nació y murió el 6 de abril de 1952)
- Lady Joanna Edwina Doreen Knatchbull (nacida el 5 de marzo de 1955), casada con el barón Hubert Pernot du Breuil (2 de febrero de 1956-6 de septiembre de 2004) el 3 de noviembre de 1984 y con quien tuvo una hija. Divorciada en 1995, se casó con Azriel Zuckerman (nacido el 18 de enero de 1943) el 19 de noviembre de 1995 y tuvo un hijo.
- Lady Amanda Patricia Victoria Knatchbull (nacida 26 de junio de 1957), casada con Charles Vincent Ellingworth (nacido el 7 de febrero de 1957) el 31 de octubre de 1987 y tienen tres hijos.[4]
- El Hon. Philip Wyndham Ashley Knatchbull (nacido el 2 de diciembre de 1961) Casado con Atalanta Cowan, hija de John Cowan, (nacida el 20 de junio de 1962) el 16 de marzo de 1991 y tuvo una hija. Casado de nuevo con Wendy Amanda Leach  (nacida el 20 de julio de 1966) el 29 de junio de 2002 y tuvo dos hijos.
- El Hon. Nicholas Timothy Charles Knatchbull (18 de noviembre de 1964-27 de agosto de 1979), asesinado con 14 años por una bomba del IRA.
- El Hon. Timothy Nicholas Sean Knatchbull (nacido el 18 de noviembre de 1964), casado con Isabella Julia Norman (nacida el 9 de enero de 1971), un tataranieta del 4.º Conde de Bradford, el 11 de julio de 1998 y tuvo dos hijos y tres hijas.[5]

## Ascensión a condesa Mountbatten de Birmania
Mountbatten sucedió a su padre cuando este fue asesinado en 1979, cuando su título, que había sido creado por la Corona y con la cláusula que permitía heredarlo a sus hijas y a sus herederos masculinos. Gracias a este título, a la condesa le correspondió un escaño en la Cámara de los Lores, donde permaneció hasta 1999, cuando una ley de la Cámara de los Lores retiró a la mayoría de los pares hereditarios de la Cámara.
- Dimbleby, Jonathan (1994). The Prince of Wales: A Biography. Nueva York: William Morrow and Company.

## Títulos y tratamientos
| ● 14 de febrero de 1924-23 de agosto de 1946:         | Miss Patricia Mountbatten                                                   |
| ● 23 de agosto de 1946-26 de octubre de 1946:         | La honorable Patricia Mountbatten                                           |
| ● 26 de octubre de 1946-27 de agosto de 1979:         | La honorabilísima baronesa Brabourne (también: lady Brabourne)              |
| ● 27 de agosto de 1979-23 de septiembre de 2005:      | La honorabilísima condesa Mountbatten de Birmania, baronesa Brabourne       |
| ● 23 de septiembre de de 2005-13 de junio de de 2017: | La honorabilísima condesa Mountbatten de Birmania, baronesa viuda Brabourne |